# Бойцан, Александр Владимирович
Александр Владимирович Бойцан (укр. Олександр Володимирович Бойцан; род. 20 октября 1973, посёлок Дубки, Казбековский район, Дагестанская АССР, РСФСР, СССР) — украинский футболист, тренер и спортивный функционер. Российский футбольный судья.

## Футбольная биография

### Карьера игрока
Родился Александр в Дагестане, в посёлке Дубки, где на строительстве Чиркейской ГЭС работали его родители. Вскоре семья переехала в Черновицкую область на Украине, в город Новоднестровск, где начиналось строительство крупной гидроэлектростанции. Футболом начал заниматься с 11 лет. После окончания школы отслужил срочную службу в армии.
Свой путь в профессиональном футболе Александр Бойцан начинал в молдавской команде «Агро» из Кишинёва. В 1995 году перешёл в другой молдавский коллектив, «Чухур» из Окницы, а в начале 1997 года вернулся в свой прежний клуб из столицы Молдовы. В августе того же года Бойцан переходит в украинский клуб «Буковина» из Черновцов, где стабильно играл в основном составе. Но по окончании первого круга чемпионата 1998/99 вынужден был покинуть клуб. Весну 1999 года провёл в любительской команде «Днестр» из Новоднестровска, откуда в июле получил приглашение в тернопольскую «Ниву», где провёл следующий сезон. По его завершении, в июле 2000 года, центральный защитник отправился в российский клуб «Арсенал» из Тулы. Но переход в российскую команду оказался неудачным, сказались травмы, а также статус легионера, из-за чего защитник практически не играл. Через полгода Александр вернулся на Украину, где в начале 2001 года подписал контракт с «Таврией», которую тренировал Александр Ищенко. Бойцан снова стал стабильно играть, будучи игроком основного состава, но в конце чемпионата Ищенко покинул свой пост. Новым главным тренером был назначен Валерий Петров, который стал делать ставку на других защитников. Осеннюю часть чемпионата Бойцан провёл в другом крымском клубе — «Динамо» из Симферополя. Вернувшись из аренды, защитник принял участие в заключительном матче 1 круга чемпионата 2001/02 против киевских динамовцев, который стал последним для Александра в составе симферопольской команды. Начало 2002 года Бойцан начал в составе ивано-франковского «Прикарпатья», куда его пригласил ранее работавший с футболистом в Симферополе и хорошо знавший его возможности тренер Александр Ищенко. За прикарпатский клуб Александр отыграл до конца сезона, после чего «транзитом» через луцкую «Волынь», перебрался в чемпионат Молдавии, где выступал за команду «Нистру» (Атаки).
Осенью 2003 года опытный защитник вернулся в Крым, где провёл осеннюю часть первенства Украины в перволиговой «Крымтеплице», после чего решил завершить футбольную карьеру. Получив к тому времени второе, экономическое образование, Александр Бойцан уехал работать инженером за границу. Но почти через два года, вернувшись на Украину, снова вышел на футбольное поле, играя за любительскую команду «Таврика» из столицы Крыма. А в августе 2005 года получил приглашение в команду второй лиги «Ялос» из Ялты, которую тренировал его бывший партнёр по «Таврии», Александр Гайдаш. За этот клуб отыграл до конца года, после чего решил завершить активную игровую карьеру на профессиональном уровне.

### Карьера тренера и спортивного функционера
Окончив Крымский институт бизнеса и получив экономическое образование, Александр Бойцан, в середине 2000-х годов, уехал в Анголу, где работал инженером на строительстве ГРЭС. Возвратившись из Африки в конце 2005 года, немного поиграв за второлиговый клуб «Ялос», перешёл на тренерскую работу. Входил в тренерский штаб молодёжной команды симферопольской «Таврии». В 2006 году, по рекомендации известного украинского тренера Анатолия Заяева, бывшего в ту пору советником руководителя компании «Черноморнефтегаз», Бойцан переходит работать в эту компанию на должность руководителя отдела физкультуры и спорта, где приступает к созданию одноимённой футбольной команды. Впоследствии был главным тренером команды «Черноморнефтегаза», в которой так же выходил на футбольное поле в качестве игрока. Подопечные тренера Бойцана, дважды становились серебряными призёрами первенства Крыма, в 2008 году были финалистами Кубка Крыма, проиграв в решающем матче второй команде ФК «Севастополь».
С 2008 года Александр Владимирович работал директором туристическо-отельного комплекса Скиф, построенного в крымском посёлке Новопавловка. С 21 февраля 2013 года Александр Владимирович Бойцан — генеральный директор СК «Таврия», прекративший свою деятельность в 2014 году. В Симферополе были созданы сразу два новых клуба — ТСК, ставший выступать во второй российской лиге и ФК СКИФ, получивший любительский статус, генеральным директором которого стал Бойцан.
В конце 2014 года Александр Бойцан переезжает в Харьков, где с 6 декабря занимает должность заместителя генерального директора по спортивной работе в «Металлисте».

### Судейство
После присоединения Крыма к России судит матчи Открытого Чемпионата Республики Крым среди мужских любительских команд

## Образование
- Кишинёвский педагогический университет (факультет спортивного менеджмента)
- Крымский институт экономики и управления (факультет экономика предприятий)

## Семья
Жена Анна. Дочери Дарья ,София и Агата, сын Никита ,Гордей, Елисей и Савва.От первого брака дочь Александра.